# Đại học Nam Florida
Đại học Nam Florida (University of South Florida) là một trường đại học nghiên cứu công lập ở vịnh Tampa Bay thành phố Tampa, bang Florida, Hoa Kỳ. Đây là một trường đại học công lớn của Hoa Kỳ, trong top 50 trường lớn nhất Hoa Kỳ hiện nay. Trường cũng nằm trong top các trường đứng đầu về ngân sách dành cho nghiên cứu tại Hoa Kỳ
Đại học Nam Florida là một ngôi trường lớn gồm có bốn chi nhánh tại Tampa, St Petersburg, Sarasota với gần 48,000 sinh viên, ngân sách hàng năm vào khoảng 1.5 tỷ đô la Mỹ, giá trị kinh tế của trường rơi vào khoảng 4.4 tỷ đô la Mỹ. Phân viện chính của USF là Đại học Kinh doanh nằm ở Thành phố Tampa hay được gọi là USF Tampa.
Trường Đại học của Nam Florida hiện đào tạo hơn 240 ngành từ Kinh doanh đến Kỹ sư, Sức khoẻ, Thực phẩm, Y học,..